# Pérolas de Epstein

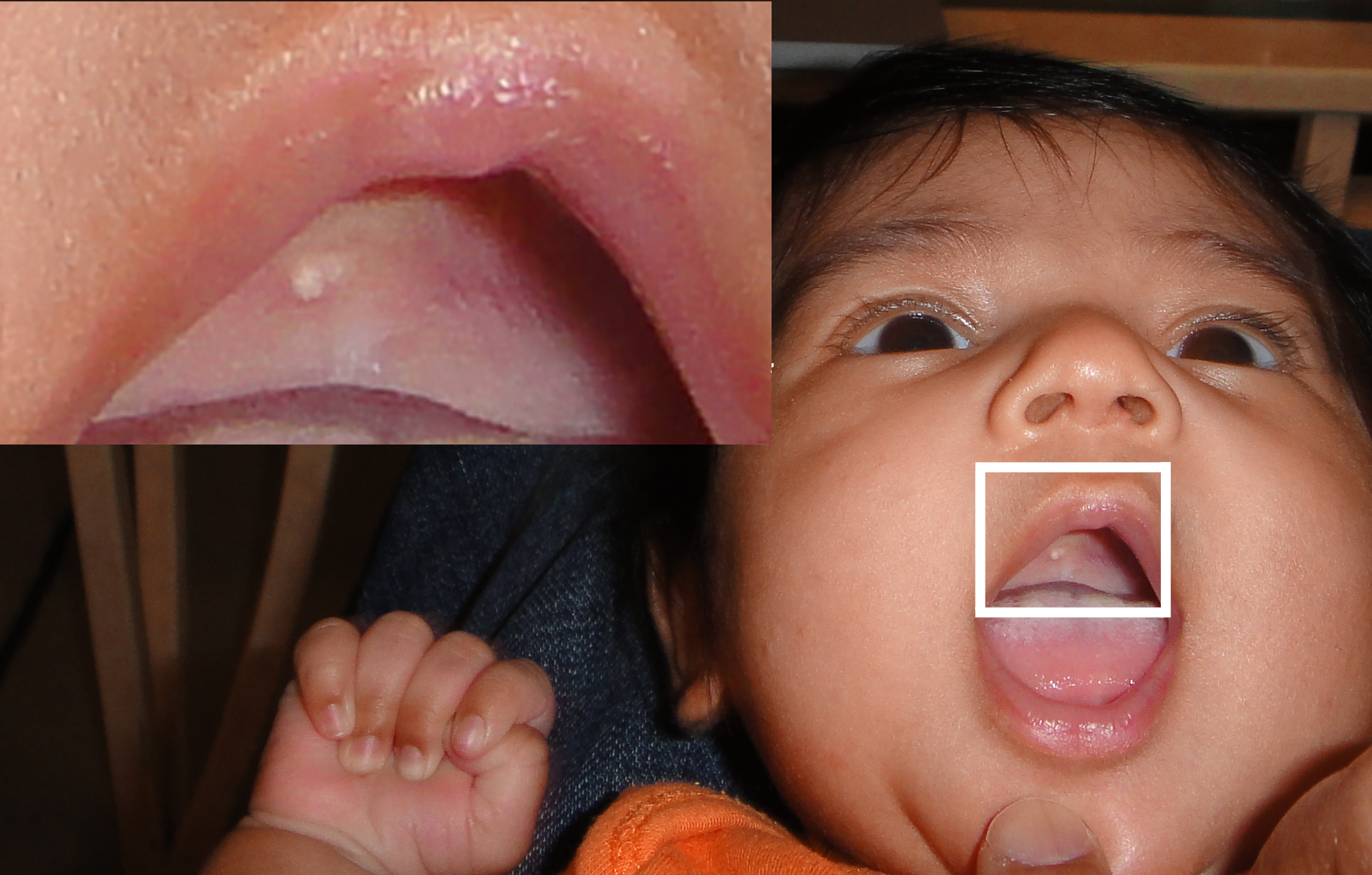
Imagem de um bebê com cinco semanas. Em destaque, palato com presença de pérola de Epstein.

Pérolas de Epstein são cistos de consistência rígida amarelo-esbranquiçados presentes, geralmente, na mucosa do palato de recém-nascidos. Costumam ser confundidas com sapinho ou com dentes quando presentes em gengivas. Na maior parte dos casos, as pérolas de Epstein desaparecem espontaneamente após uma a duas semanas de vida. Elas não provocam dor e não são sinal de doença. 